# Tagiadini
De Tagiadini zijn een geslachtengroep van vlinders in de onderfamilie Pyrginae van de familie dikkopjes (Hesperiidae). De hier gegeven samenstelling van deze tribus volgt Warren et al. (2009).

## Geslachten
- Tagiades Hübner, 1819
- Abantis Hopffer, 1885
- Abraximorpha Elwes & Edwards, 1897
- Calleagris Aurivillius, 1925
- Capila Moore, 1866
- Caprona Wallengren, 1857
- Chaetocneme C. Felder, 1860
- Chamunda Evans, 1949
- Coladenia Moore, 1881
- Ctenoptilum de Nicéville, 1890
- Daimio Murray, 1875
- Darpa Moore, 1866
- Eagris Guénée, 1863
- Exometoeca Meyrick, 1888
- Gerosis Mabille, 1903
- Leucochitonea Wallengren, 1857
- Mooreana Evans, 1926
- Netrobalane Mabille, 1903
- Netrocoryne C. Felder & R. Felder, 1867
- Odina Mabille, 1891
- Odontoptilum de Nicéville, 1890
- Pintara Evans, 1932
- Procampta Holland, 1892
- Satarupa Moore, 1866
- Seseria Matsumura, 1919
- Tapena Moore, 1881